# Loich
Loich är en ort och kommun  i Österrike. Den ligger i distriktet Sankt Pölten-Land i förbundslandet Niederösterreich, 80 kilometer väster om huvudstaden Wien.
Kommunen består av nio orter (Ortschaften) (inom parentes invånarantal 1 januari 2024):

- Dobersnigg (51)
- Hammerlmühlgegend (18)
- Loich (200)
- Loicheckgegend (46)
- Oedgegend (21)
- Rehgrabengegend (43)
- Schroffengegend (67)
- Schwarzengrabengegend (22)
- Siedlung (83)